# Hexaplocotes sulcifrons
Hexaplocotes sulcifrons is een keversoort uit de familie klopkevers (Ptinidae). De wetenschappelijke naam van de soort werd in 1906 gepubliceerd door Arthur Mills Lea.